# Peripheral Sensor Interface 5
Peripheral Sensor Interface 5（PSI5）はセンサのためのデジタルインタフェース。
PSI5は、周辺センサーを自動車用電子機器の電子制御ユニット（ECU）に接続するために使用される2線式インタフェース。非同期および同期データ転送を使用したポイント・ツー・ポイント構成とバス構成の両方がサポートされている。

## 機能説明
PSI5は、電源線でデータを送信するための送信電流を変調する電流インターフェース。比較的高い送信電流とビット符号化にマンチェスタ符号を使用することで、放射エミッションによる干渉に対する高い耐性が得られる。したがって、ほとんどの応用先では安価なツイストペアケーブルを使用するだけで十分であるが、自動車ではより高価なケーブルが使用される。
データワードは、2ビットの開始ビット、8〜24ビットのデータビット、および1ビットのパリティビットまたはオプションの3ビットCRC（巡回冗長検査）で構成される。ビットレートは125kbit/s、オプションで189 kbit/sとなる。

## 標準化
オープンインタフェース規格の目標に続いて、PSI5はオートリブ、ボッシュ、およびコンチネンタルの企業の既存の独自の実装に基づいて開発された。最初の一般的な出版物は、2005年5月にニュルンベルクで開催された「Sensor」見本市でリリースされた。2006年夏以降、Siemens VDOはPSI5の標準化もサポートしている。Siemens VDOは現在、コンチネンタルグループ企業である。
Preipheral Sensor Interface 5 (PSI5) のIEC EMC規格 IEC 62228-6「集積回路－トランシーバのEMC評価－第6部：PSI5トランシーバ」